# Cal Savina
Cal Savina és una masia del terme municipal d'Isona i Conca Dellà situada en el poble de Biscarri, de l'antic terme de Benavent de Tremp. És una de les cases més allunyades del poble, per la carretera en direcció a Isona.
Està situada a tocar i al nord de la carretera C-1412b, a llevant de la Serra de Sant Pere. Té a l'est i al costat mateix Cal Borrell, el poble vell de Biscarri al nord, Cal Llobet i Ca l'Abelló al sud-est, i Cal Solsona al sud-oest, ja bastant més lluny.